# Tempfli Imre
Tempfli Imre (Kaplony, 1954. december 3.) erdélyi magyar római katolikus pap, egyházi író.

## Életútja
Középiskoláit Nagykárolyban (1973), teológiai tanulmányait a gyulafehérvári Hittudományi Főiskolán végezte (1979). Segédlelkész volt Máramarosszigeten és Nagybányán, lelkész Alsóhomoródon (1986–90), majd teológiai tanár Gyulafehérváron. 1990–93 között Rómában folytatott egyháztörténeti tanulmányokat s szerzett licenciátust, 1994-ben Budapesten teológiai doktorátust. Hazatérve 1993-ban a szatmárnémeti Szent Család-plébánián volt plébános, 1994 áprilisától Németországban a Kirche in Not katolikus segélyszervezet munkatársa.

## Munkássága
Folyóiratokban megjelent és társszerzős munkái:
- Ein Land und vier Religionen. Die Entstehung der siebenbürgischen Tolerantz. Magyar Egyháztörténeti Vázlatok 1994/3–4
- Melanchton und die Synode von Erdőd, 20 September 1545. Magyar Egyháztörténeti Vázlatok 1996/3–4

### Kötetei
- Kaplony. Adalékok egy honfoglaláskori település történetéhez; Szent-Györgyi Albert Társaság, Szatmárnémeti, 1996 (Szatmári füzetek)
- A Szatmári Római Katolikus Egyházmegye író-papjai (Sipos Ferenccel, Szatmárnémeti 2000)
- A Báthoryak valláspolitikája (Budapest, 2000. Studia Theologica 25)
- A római katolikus Sárköz; összeáll. Tempfli Imre, Melega Péter; Egyházközség, Sárközújlak, 2000
- Tempfli Imre: Sárból és napsugárból. Pakocs Károly püspöki helynök élete és kora, 1892–1966; METEM, Bp., 2002 (METEM-könyvek)
- Tempfli Imre: A kaplonyi monostor-templom; Szent-Györgyi Albert Társaság, Szatmárnémeti, 2002 (Otthonom Szatmár megye)
- Dr. Scheffler János szatmári püspök és nagyváradi apostoli kormányzó pásztorlevelei és utolsó írásai (Szatmárnémeti, 2002)
- Új ég és új föld. Emlékkönyv Jäger Péter 65. születésnapjára; szerk. Tempfli Imre, Vencser László; Szt. Maximilian, Bp., 2004
- "Ne félj! Ezentúl emberhalász leszel.". Lelkigyakorlatok papoknak; Szatmári Római Katolikus Püspökség, Szatmárnémeti, 2007
- Az Úr imája. Gondolatok a Miatyánkról; Tempfli Imre, Szatmárnémeti, 2009 (Otthonom Szatmár megye)
- Lektorok kis kézikönyve. Bevezetés a felolvasói szolgálatba; s.n., Stuttgart, 2013

Szerkesztésében jelent meg a Lendítse, kistestvér! c. kötet (Kolozsvár, 2000).